# 兵庫県道82号大沢西宮線
兵庫県道82号大沢西宮線（ひょうごけんどう82ごう おおぞうにしのみやせん）は、兵庫県神戸市北区大沢町から西宮市神楽町を結ぶ主要地方道（兵庫県道）である。

## 概要
主要地方道に昇格された1982年（昭和57年）3月31日までは一般県道112号「六甲神楽線」と呼ばれた。
西宮市内を南北に結んでいる。西宮市山口町船坂から同市越水社家郷山間の小笠峠は「七曲がり」とよばれる急勾配・急傾斜の道路である。
1991年（平成3年）3月25日に西宮北道路（盤滝トンネル）が開通し利便性が向上したが、特に阪神・淡路大震災後、三田・北神から西宮や大阪等への抜け道として交通量が激増した。このためボトルネックであった甲寿橋交差点の立体交差を図るべく南進事業を開始し、2004年（平成16年）3月に同事業が完成した。もっとも、船坂交差点付近のボトルネックは解消されておらず、休日を中心に中国自動車道の上り宝塚付近の渋滞を回避するため、西宮北インターチェンジから、大阪市内などに向かう車両で渋滞が発生している。
2007年（平成19年）3月18日に開業したさくら夙川駅の建設工事に伴い、都市計画道路建石線として、西宮市神楽町から西宮市北名次町にかけて拡幅事業が実施された。その北の阪急甲陽線との平面交差付近では慢性的な渋滞が発生しており、阪急を地下化して踏切を廃止する案が検討されていたが、沿線住民の反対により2009年12月に事業休止が決定し、ボトルネックが解消されることはなくなった。
このほか、2007年秋から西宮市鷲林寺交差点付近の拡幅工事が行われ、すでに完成している。
2018年4月1日に西宮北道路が無料開放され、並行する小笠峠区間は西宮市道に格下げされた。

### 路線データ
- 起点：神戸市北区大沢町日西原（日西原交差点、兵庫県道17号西脇三田線交点）
- 終点：西宮市神楽町（神楽町交差点、国道2号交点）
- 総延長：約41km

## 歴史
- 1982年（昭和57年）
  - 4月1日 - 建設省（現・国土交通省）が主要地方道に指定。
  - 12月1日 - 兵庫県道が主要地方道82号大沢西宮線を認定。
- 1993年（平成5年）5月11日 - 建設省から、主要県道大沢西宮線が大沢西宮線として主要地方道に再指定される[2]。

## 路線状況

### 重複区間
- 兵庫県道73号山田三田線（神戸市北区大沢町上大沢・大沢町交差点 - 神戸市北区大沢町神付）
- 兵庫県道38号三木三田線（神戸市北区八多町上小名田・上小名田交差点 - 神戸市北区八多町吉尾・吉尾交差点）
- 国道176号（西宮市山口町下山口3丁目・天上橋交差点 - 西宮市山口町下山口3丁目・新明治橋交差点）
- 兵庫県道16号明石神戸宝塚線（西宮市越水字社家郷山）

## 地理

### 通過する自治体
- 神戸市（北区）
- 西宮市

### 交差する道路

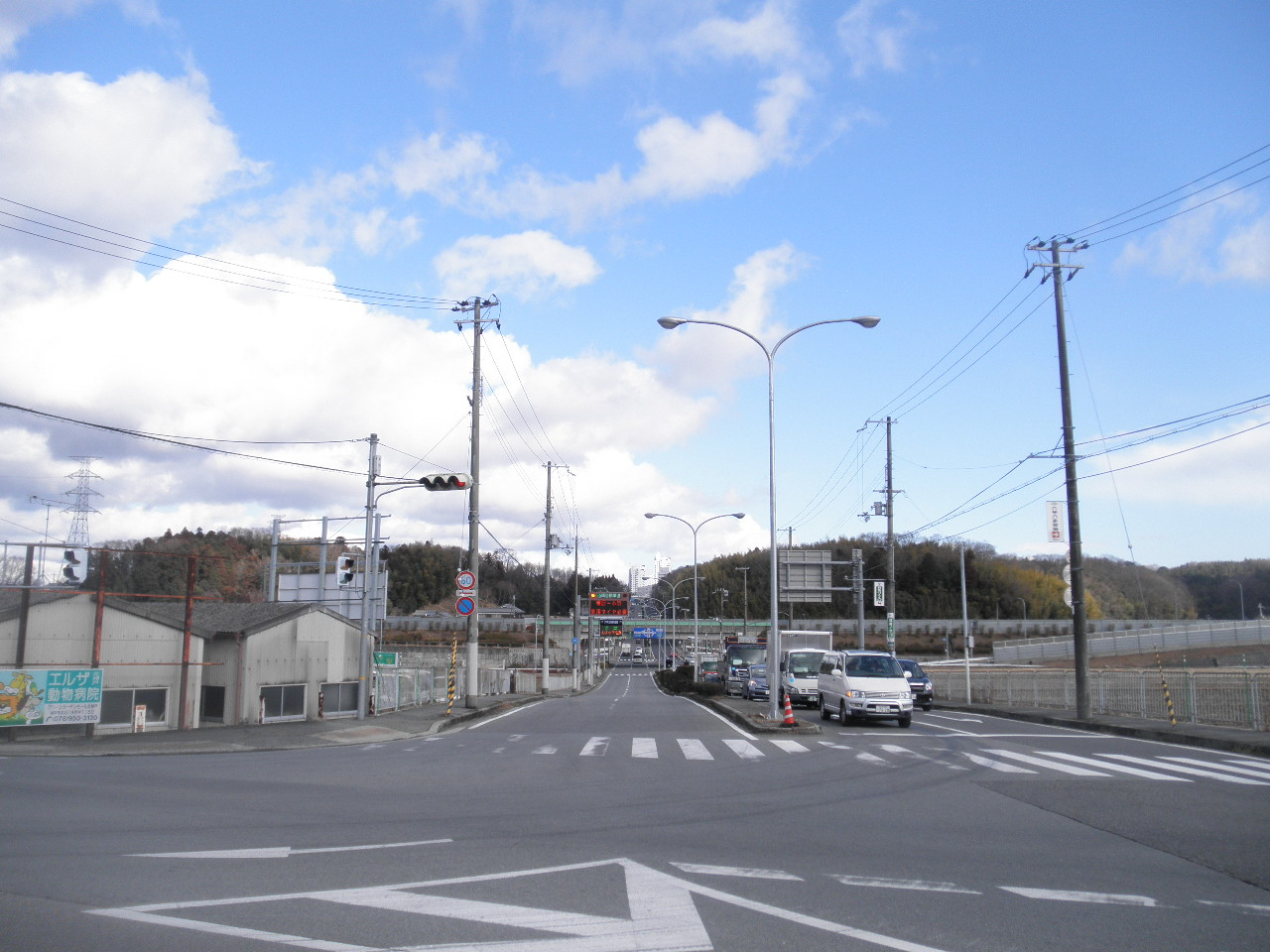
兵庫県神戸市北区八多町吉尾

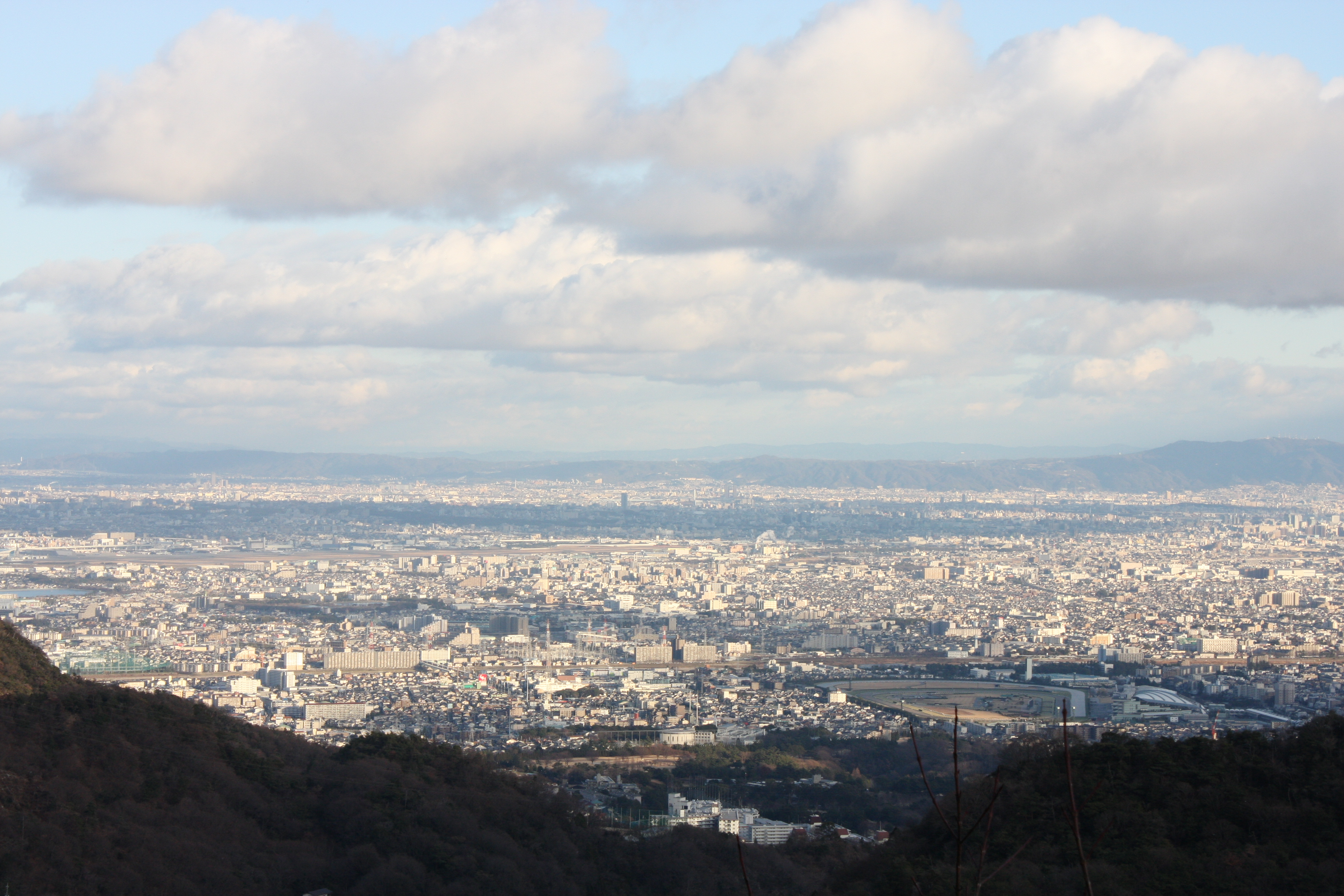
山口町船坂からの大阪平野眺望

- 兵庫県道17号西脇三田線（神戸市北区大沢町日西原・日西原交差点、起点）
- 兵庫県道73号山田三田線（神戸市北区大沢町上大沢・大沢町交差点）
- 兵庫県道73号山田三田線（神戸市北区大沢町神付）
- 兵庫県道38号三木三田線（神戸市北区八多町上小名田・上小名田交差点）
- 兵庫県道38号三木三田線（神戸市北区八多町吉尾・吉尾交差点）
- 六甲北有料道路（兵庫県道95号灘三田線）吉尾ランプ（神戸市北区八多町吉尾）
- 兵庫県道15号神戸三田線（有馬街道）（神戸市北区有野中町4丁目・有野インター交差点）
- 中国自動車道 西宮北IC（西宮市山口町下山口、阪神流通センター付近）
- 国道176号（西宮市山口町下山口3丁目・天上橋交差点）
- 国道176号（西宮市山口町下山口3丁目・新明治橋交差点）
- 兵庫県道98号有馬山口線（西宮市山口町上山口・上山口交差点）
- 兵庫県道51号宝塚唐櫃線 有馬街道（西宮市山口町船坂・船坂交差点）
- 兵庫県道16号明石神戸宝塚線（西宮市越水字社家郷山）
- 兵庫県道16号明石神戸宝塚線（西宮市越水字社家郷山）
- 山手幹線（西宮市寿町）
- 国道2号（国道171号 重複）（西宮市神楽町・神楽町交差点、終点）

### 沿線にある施設など
- 道の駅神戸フルーツ・フラワーパーク大沢（兵庫県道73号山田三田線経由）
- 神戸電鉄三田線 田尾寺駅
- 兵庫県立西宮甲山高等学校
- 鷲林寺
- 夫婦岩【北緯34度46分22.6秒 東経135度19分0.0秒 / 北緯34.772944度 東経135.316667度】
通称「お化け岩」。鷲林寺町付近で道路が上下線に分かれるが、その間にある岩。かつて、撤去しようとした際に関係者に不幸があったためそのままになっているといわれていたが、岩を避ける形で拡幅工事が行われている[3]。
- 北山緑化植物園
- 甲陽学院高等学校
- JR神戸線 さくら夙川駅